# La guardia del corpo (film 1942)
La guardia del corpo è un film del 1942 diretto da Carlo Ludovico Bragaglia.